# Arnulfpark

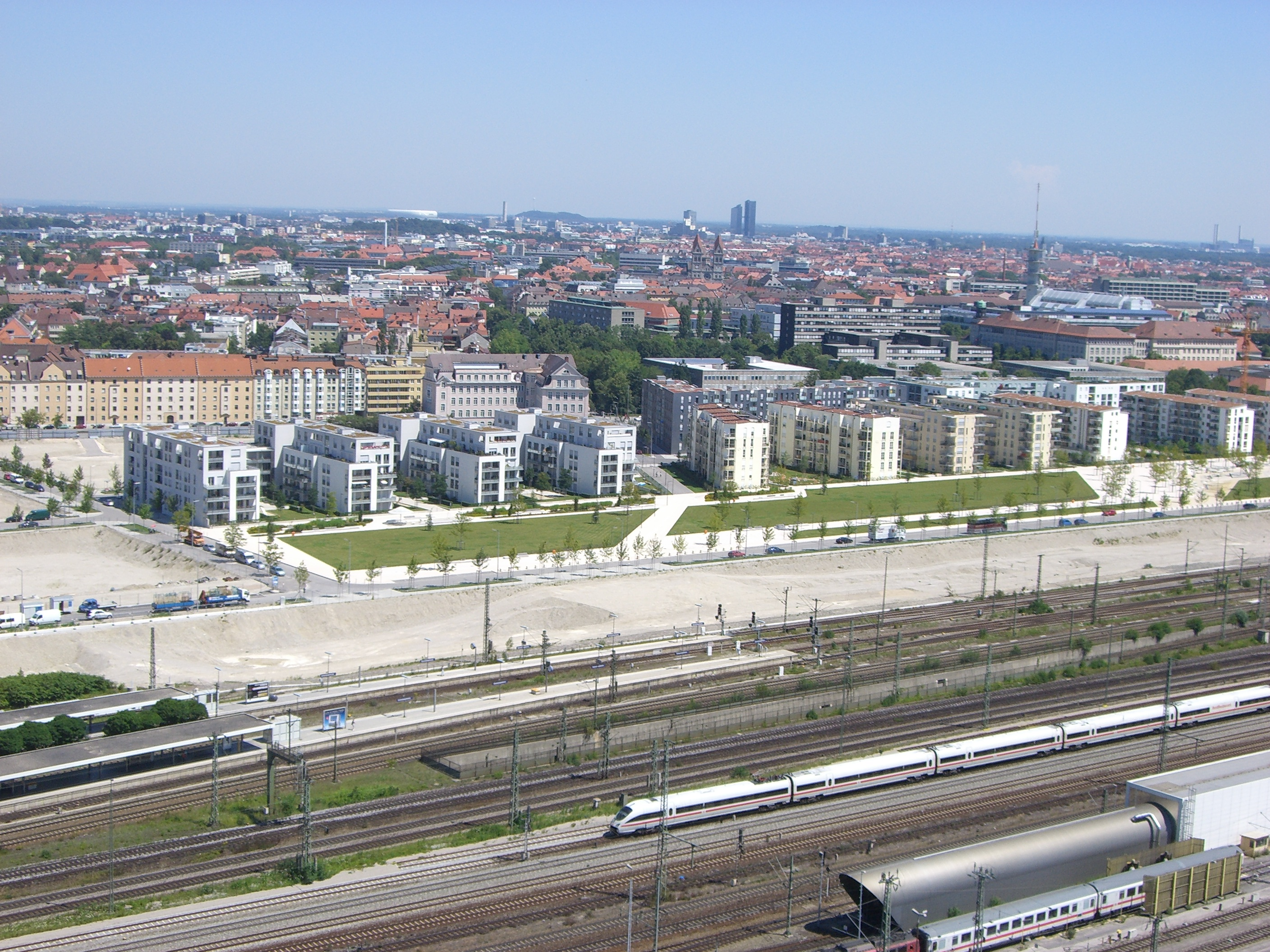
Ansicht von Süden über das Gleisvorfeld, Juli 2007

Der Arnulfpark ist ein neues Stadtquartier in München-Neuhausen mit Wohn- und Bürogebäuden sowie Kultureinrichtungen, Einkaufsmöglichkeiten, einem Park sowie Kindergärten auf dem Gelände des ehemaligen Münchner Containerbahnhofs.

## Lage
Der Arnulfpark liegt in der Nähe des Hauptbahnhofes zwischen Arnulfstraße, Donnersbergerbrücke und Hackerbrücke.
Anbindung mittels öffentlichem Nahverkehr durch:
- Tram 16 und 17
- S-Bahn
- Bayerische Oberlandbahn
- Nachtlinie N16

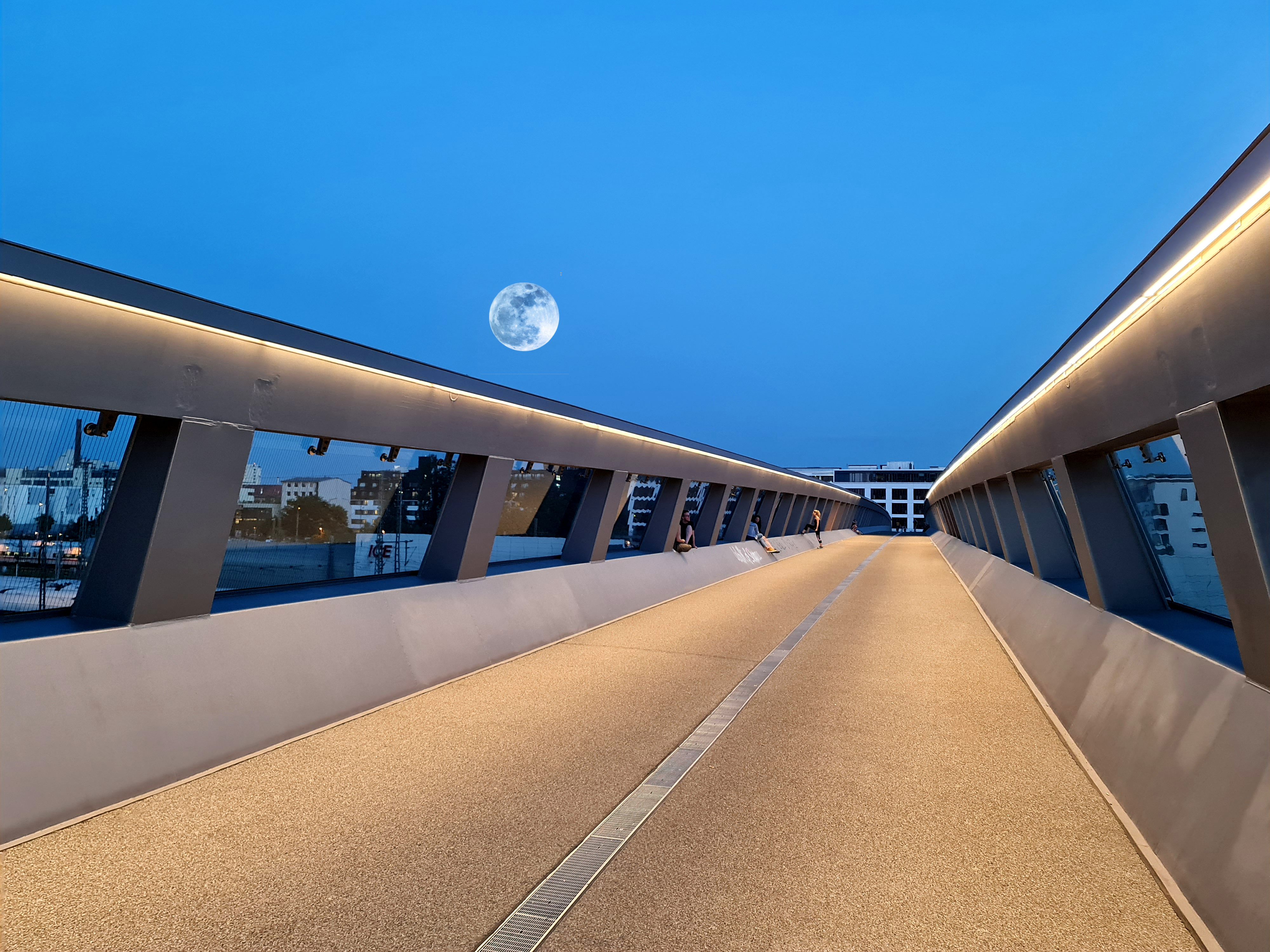
Arnulfsteg, Richtung Süden

Der Arnulfsteg ist ein Ende Dezember 2020 eröffneter Fußgänger- und Fahrradweg vom Arnulfpark im Norden bis zum Stadtteil Schwanthalerhöhe über die Bahngleise mit Anschluss zum Bahnhof Donnersbergerbrücke.

## Geschichte und Entwicklung

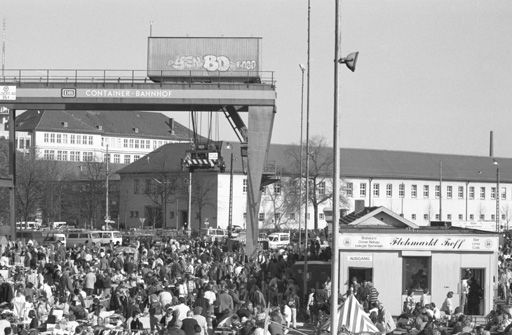
Der ehemalige Containerbahnhof als Flohmarktgelände, August 1996

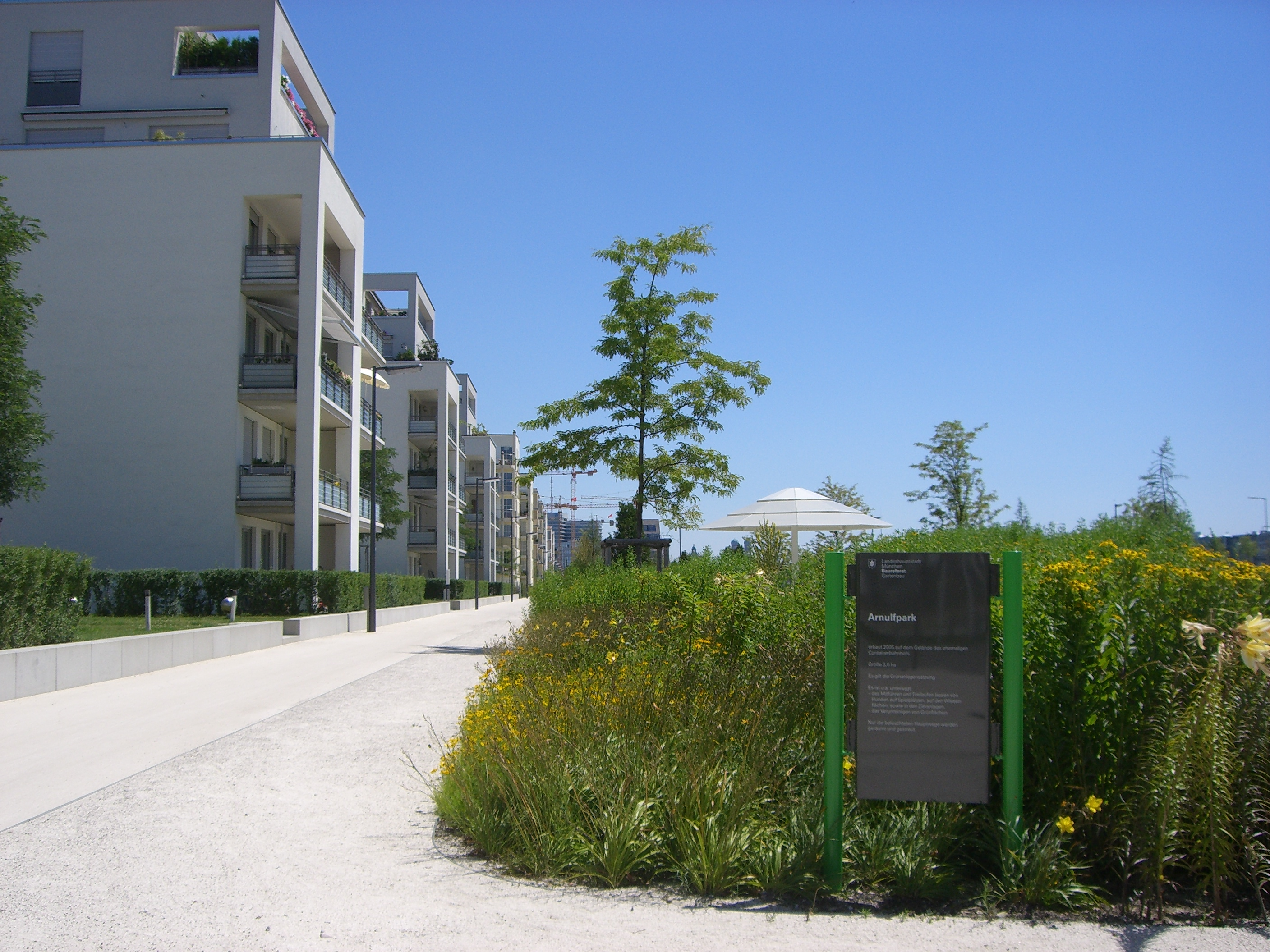
Fassaden an der Parkseite, Juli 2007

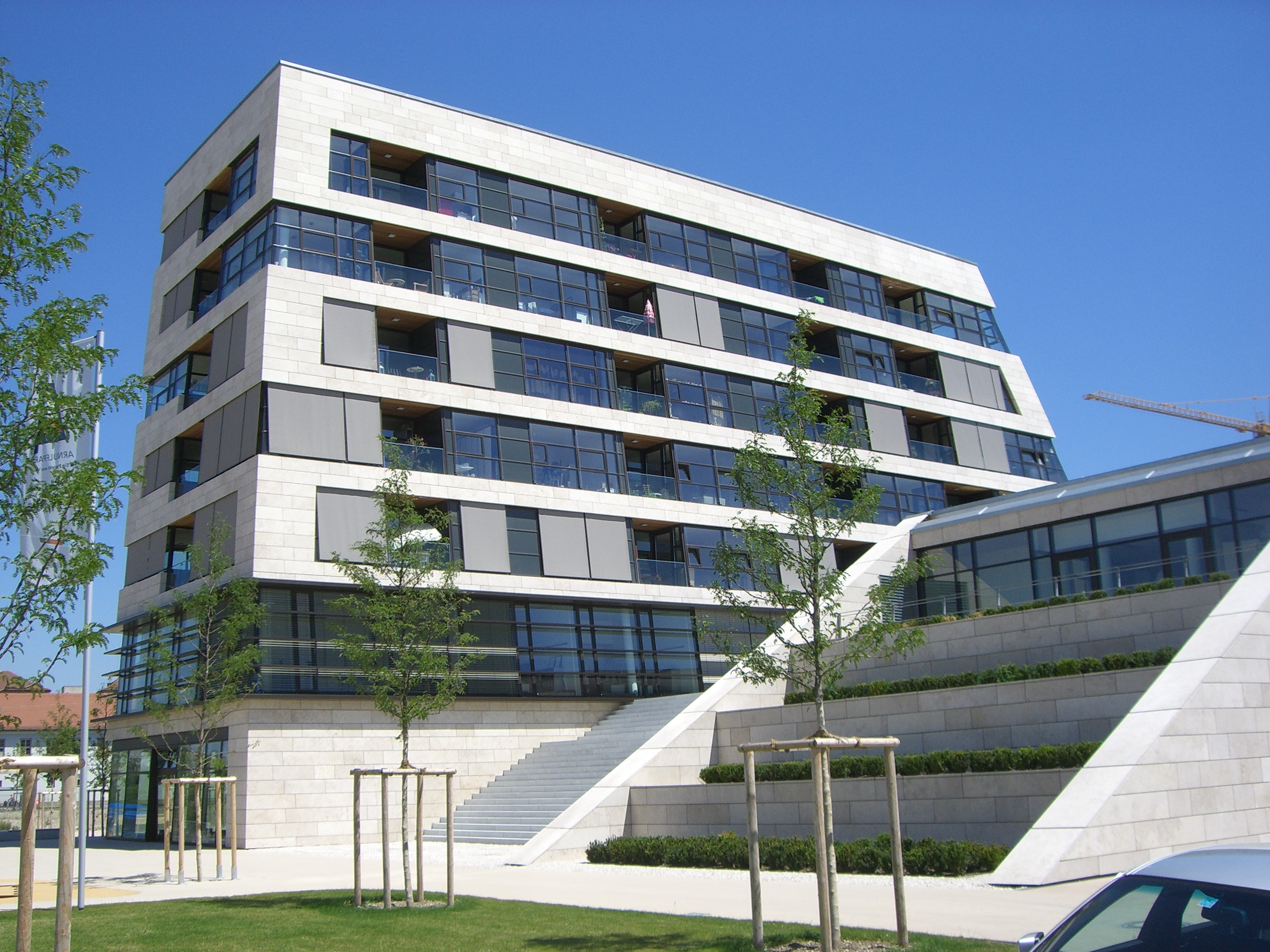
Wohn- und Bürogebäude, Sitz der CA Immo Deutschland

Früher wurde das rund 18 Hektar große Gebiet nördlich des Gleisvorfelds als Containerbahnhof genutzt. Seit Februar 2004 entwickelte die Immobiliengesellschaft Vivico zusammen mit Wohnbauträgern und weiteren gewerblichen Investoren das umgewidmete Areal. Entstehen sollten im Arnulfpark insgesamt 1000 hochwertige Wohnungen und 4300 bis 4500 Büroarbeitsplätze.
Am 17. September 2004 erfolgte der Spatenstich für den rund 40.000 Quadratmeter großen Park, der am 8. Oktober 2005 auch als Puffer zu den Bahnanlagen fertiggestellt wurde. Die Synergy Group erwarb im Oktober 2005 vom Grundstückseigentümer Vivico das ehemalige und nicht mehr in Betrieb befindliche Heizkraftwerk, um dieses nach Umbauarbeiten für ein Theater, einen Gastronomiebetrieb und – ergänzt durch einen Neubau – als hochwertige Büroflächen zu nutzen. Im Juli 2006 wurde das Richtfest für das erste Bürogebäude im Arnulfpark gefeiert. Im Dezember 2006 kündigte Vivico den Bau eines 4-Sterne-Hotels mit etwa 230 Zimmern durch das Berliner Immobilienunternehmen KapHag an.
2007 wurde mit dem „Velum“ auf einer Grundstücksfläche von 4300 Quadratmetern ein 7-geschossiges Wohn- und Geschäftshaus mit einer Kindertagesstätte fertiggestellt. Von den insgesamt 5500 Quadratmetern Mietfläche wurden 1800 Quadratmeter in Büros, 1800 Quadratmeter für anderes Gewerbe und Einzelhandel, 570 Quadratmeter für Gastronomie und 1800 Quadratmeter in 27 Wohnungen aufgeteilt. Der Bau des „Atmos“, eines 6-geschossigen Bürogebäudes mit Mietflächen von 27.000 Quadratmetern wurde 2008 abgeschlossen. 2008 verlegte das Pharmaunternehmen Bristol-Myers Squibb seine Deutschland-Zentrale in das Gebäude. Das 2010 fertiggestellte Verwaltungsgebäude „Metris“ mit Konferenzetage und Kantinenbereich bietet 31.500 Quadratmeter Büroflächen. Im Westen des Arnulfparks wurde zwischen 2008 und 2010 der erste Teil des „Quartiers ICADE Premier“ mit 18.000 Quadratmetern errichtet. Am oberen Ende des Parks befinden sich seit 2010 auch die „Design Offices“ mit Mietern wie Datev und Artemide Design Leuchten sowie anmietbaren Event-, Schulungs- und Day-Office-Räumen.
Das „Central & Park“ besteht aus zwei seit Anfang 2011 vermieteten, 44 Meter hohen 11-geschossigen Hochhäusern mit 92 Mietwohnungen auf 12.700 Quadratmetern Wohnfläche mit kleinen Läden und Büros im Erdgeschoss. Dazu gehört auch ein Bürokomplex, dessen Gesamtmietfläche von 15.600 Quadratmetern im Frühjahr 2012 abschließend fertiggestellt wurde. Der Bürovermietungsstand lag Ende 2011 bei 50 Prozent. Ein separates Gebäude mit offener Kinder- und Jugendeinrichtung und einen Bewohnertreff bildet eine funktionale Ergänzung. Das „Skygarden“, ein 7- bis 12-geschossiges Bürogebäude mit 32.700 Quadratmetern oberirdischer und 15.500 Quadratmetern unterirdischer Mietfläche ist seit 2011 komplett ausgestattet. Im August 2011 ist die Wirtschaftsprüfungsgesellschaft PricewaterhouseCoopers mit rund 780 Mitarbeitern dorthin umgezogen. Anfang 2012 bezugsfertig waren die Wohnungen im „M:Unique“, einem 2-geschossigen Bürogebäude mit 6-geschossigen Wohnturm. Das „Kontorhaus“, in dem sich 24.500 Quadratmeter Bürofläche auf ein zwölfgeschossiges Hochhaus und drei 6-geschossige Zinnen verteilen, schließt die letzte Baulücke im Süden des Arnulfparks. Das zweite Gebäude des „Quartiers ICADE Premier“ mit 27.000 Quadratmetern harrt ebenfalls noch der Realisierung.